# Vouthon-Bas
Vouthon-Bas è un comune francese di 41 abitanti situato nel dipartimento della Mosa nella regione del Grand Est.

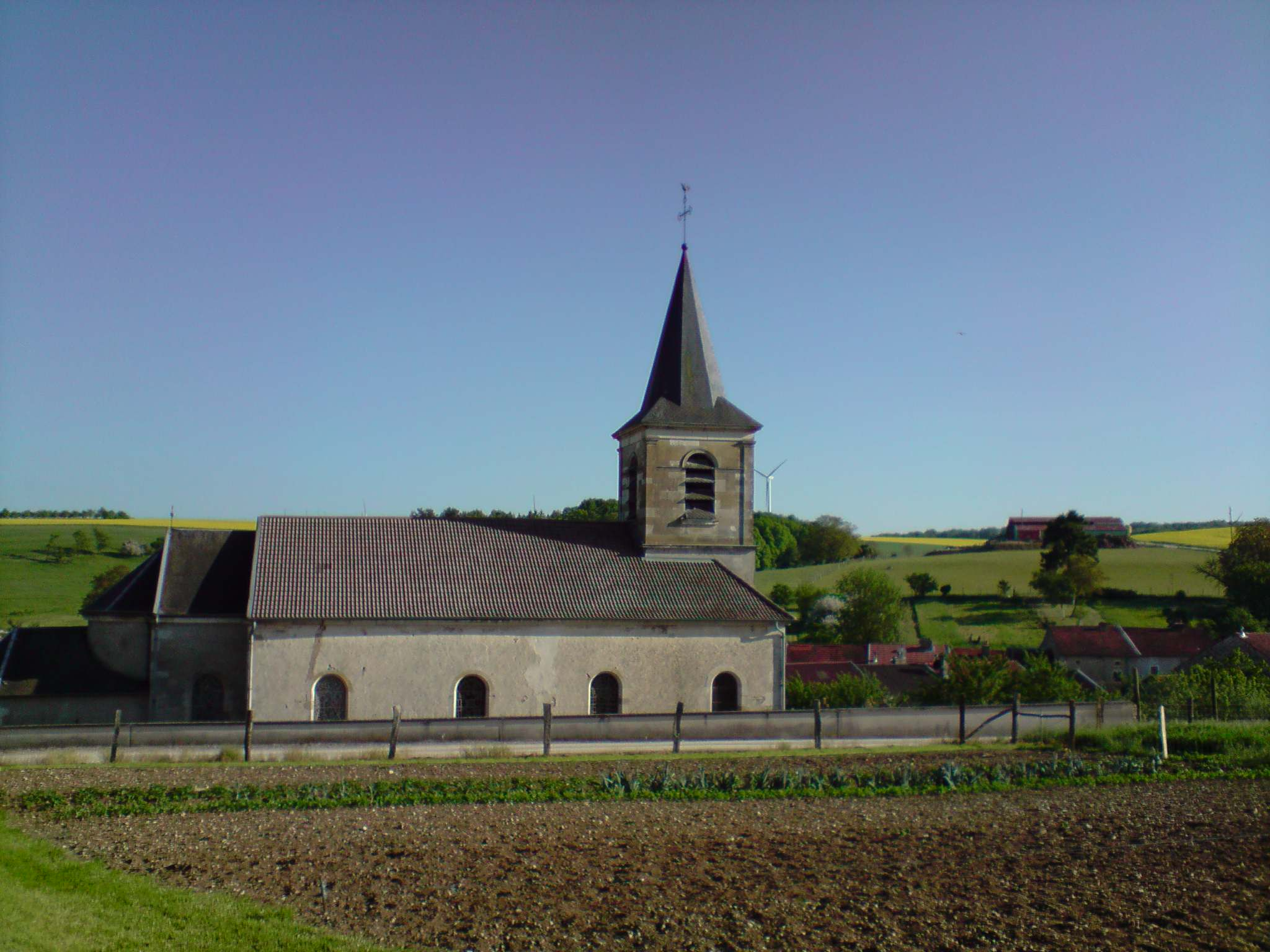
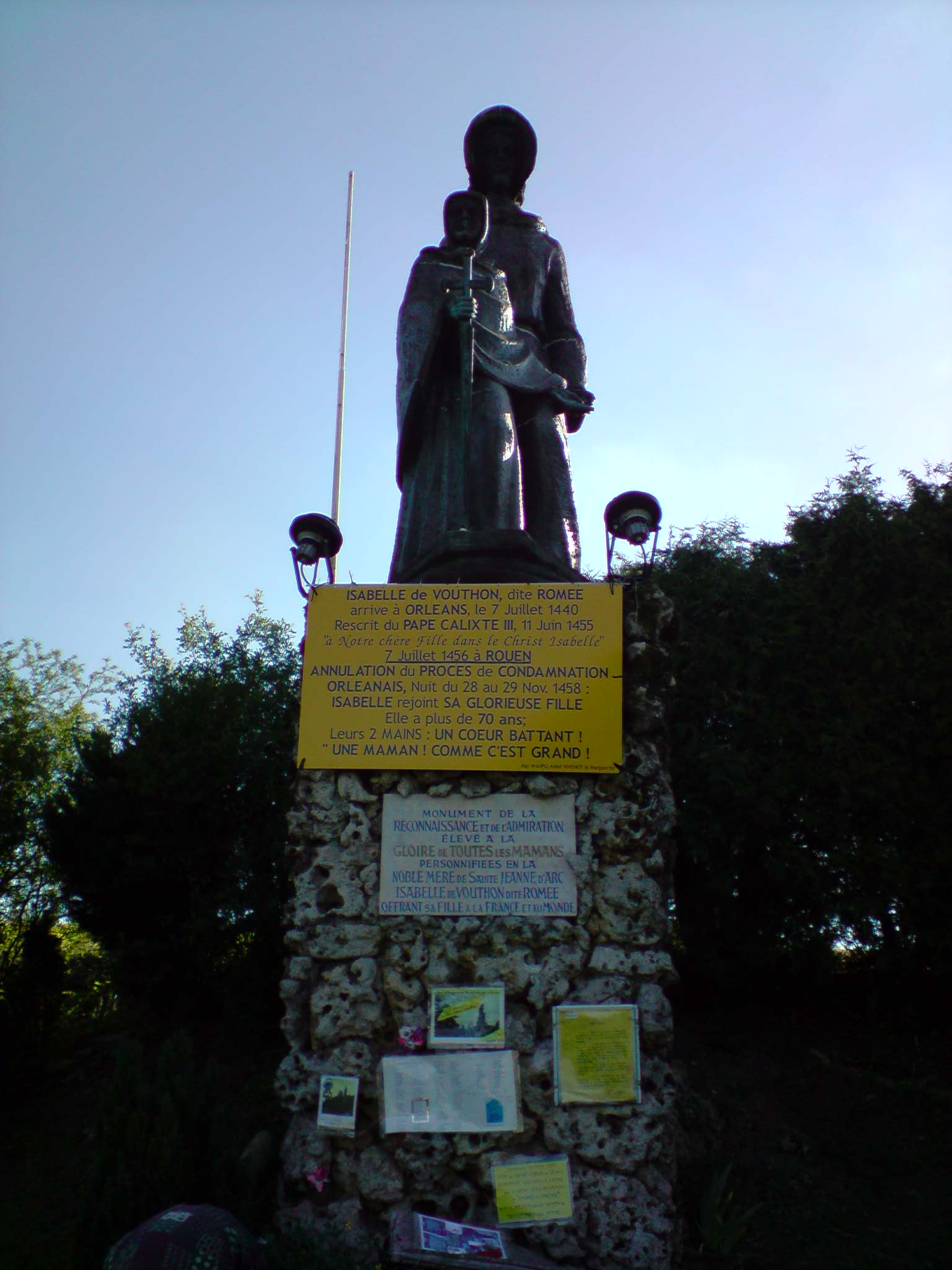

## Storia

### Simboli
Lo stemma è stato adottato il 5 febbraio 2024.
La zucca, un tempo usata come borraccia dai pellegrini, ricorda Isabelle de Vouthon, madre di Giovanna d'Arco, che avrebbe preso il soprannome di "Rommée" dopo un pellegrinaggio che fece a Roma o a Le Puy. La spada, con incise 5 croci, rappresenta quella di Giovanna d'Arco, che fu di Carlo Martello, rinvenuta nella chiesa di Sainte-Catherine-de-Fierbois. La torre proviene dallo stemma della famiglia des Salles, antichi signori di Vouthon- Bas e Vouthon-Haut (d'argento, alla torre di due palchi di nero, posta su un colle di verde). Le pietre ricordano il martirio di santo Stefano, patrono della parrocchia, la cui disposizione a V evoca l'iniziale del nome del paese.

## Società

### Evoluzione demografica
Abitanti censiti